# Reflexologia
La reflexologia és un corrent de la psicologia iniciat al començament del segle xx pels fisiòlegs russos Ivan Petrovič Pavlov i Vladimir Mikhajlovič Bekhterev, a partir d’experiències en psicologia animal.
Aspira a explicar el comportament a partir del funcionament del sistema nerviós. Considera que el comportament pot ésser reduïda a diversos actes reflexos i a diferents mecanismes cerebrals com ara inhibició, excitació i inducció, sia positiva o negativa.